# Mikołaj Venatoris
Mikołaj Venatoris (XIV-XV w.) – duchowny katolicki, paulin, biskup serecki.
W młodości wstąpił do zakonu paulinów. 5 marca 1413 r. został mianowany biskupem sereckim przez papieża Grzegorza XII. Pięć lat później, 29 lipca 1418 r. został przeniesiony na urząd biskupa Scardony w Dalmacji, mimo tego, iż diecezja ta miała już swojego ordynariusza, o czym Stolica Apostolska nie wiedziała na skutek bałaganu w dokumentach. 